# Acide 5-aminosalicylique
Pentasa qui redirige ici, est une marque commerciale du 5-ASA.

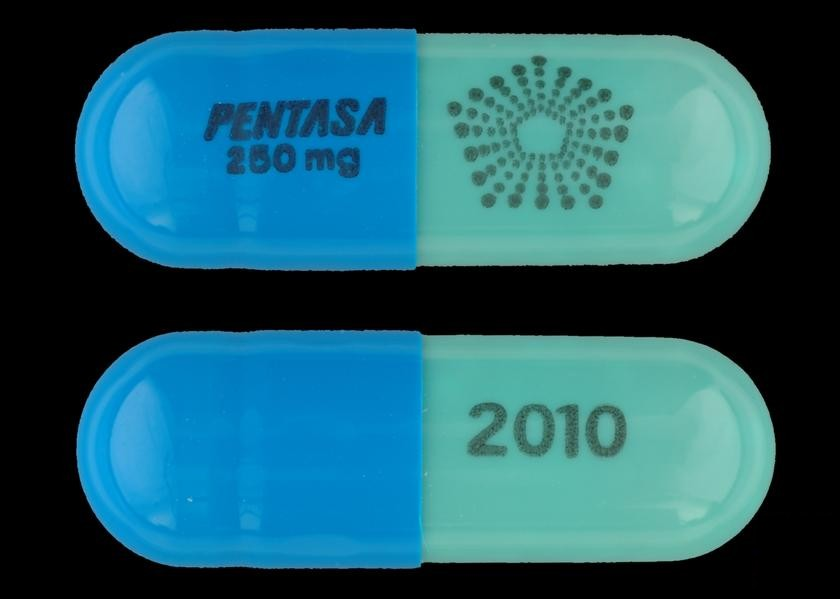
Capsules de Pentasa, 250 mg, des États-Unis.

L'acide 5-aminosalicylique ou 5-ASA (pentasa) est un acide carboxylique qui consiste en un dérivé aminé de l'acide salicylique, l'acide para-aminosalycilique.
Il est également connu sous les noms de mésalazine, mésalamine  et est un anti-inflammatoire utilisé pour traiter certaines maladies inflammatoires du côlon et de l'intestin (MICI) telles que la rectocolite hémorragique et la maladie de Crohn lorsqu'elle est légère et modérée.
La mésalazine permet cela, au moins en partie, par la modulation du système endocannabinoïde dû à l'augmentation du niveau d'anandamide dans l'intestin puis l'inhibition de la production d'acide arachidonique. Elle agit localement dans l'intestin et du fait de ses actions dans cette partie du corps, génère quelques effets secondaires systémiques. Étant un dérivé de l'acide salicylique, le  5-ASA est aussi un antioxydant qui piège les radicaux libres.
L'acide 5-aminosalicylique est considéré comme la fraction active de la sulfasalazine, qui est métabolisé en elle.
La molécule 5-aminosalicylique semble inhiber la production de dérivés pro-inflammatoires de l'acide arachidonique comme les prostaglandines et les leucotriènes.
En France, les médicaments en vente contenant cette molécule sont :
- Pentasa (sous forme de comprimés de 1 g, de sachets de 1 g et 2 g, de suppositoires de 1 g et de lavements de 1 g) ;
- Fivasa (sous forme de comprimés enrobés ou de suppositoires).
- Rowasa

Au Canada, les médicaments en vente contenant cette molécule sont :
- Pentasa (sous forme de comprimés de 500 mg et 1 g, de suppositoires de 1 g et de lavements de 1 g et 4 g) ;
- Asacol sous forme de comprimés de 400 mg et 800 mg ;
- Mezavant sous forme de comprimés à libération prolongée de 1 200 mg à raison de 2 comprimés par jour - le matin et le soir ;
- Salofalk sous forme de comprimés de 500 mg et lavements de 2 g).

(Liste non exhaustive)